# Aegiphila verticillata
Aegiphila verticillata là một loài thực vật có hoa trong họ Hoa môi. Loài này được Vell. mô tả khoa học đầu tiên năm 1829.